# 竹内畝流
竹内畝流（たけのうちうねりゅう）とは、竹内流開祖・竹内久盛の長男である竹内久治が開いた武術流派（竹内流第2代・竹内久勝を開祖とする伝承もあり）。竹内新流とも呼ばれる

## 歴史
剣術で達人を輩出したが、捕手（柔術）の内容は、竹内流よりも力に頼る要素が多い流派だったと伝えられている。明治時代の柔術の強豪であった今井行太郎は、この流派の出身である。
師範家が後継者不在で道場を閉鎖したことにより、竹内畝流は消滅した。

## 竹内畝流から派生した流派
以下に竹内畝流から派生した流派の一覧を示す。
派生した流派
- 竹内一刀流（たけうちいっとうりゅう） - 江戸時代後期、加賀藩で伝承されていた剣術を中心とした日本武術の流派。岩山一刀流ともいわれる。開祖は岩山権兵衛政行。